# دارنيل وليامز
دارنيل وليامز (بالإنجليزية: Darnell Williams)‏ هو ممثل بريطاني، ولد في 3 مارس 1955 في لندن في المملكة المتحدة.

## وصلات خارجية
- دارنيل وليامز على موقع IMDb (الإنجليزية)
- دارنيل وليامز على موقع ألو سيني (الفرنسية)
- دارنيل وليامز على موقع أول موفي (الإنجليزية)
- دارنيل وليامز على موقع قاعدة بيانات برودواي على الإنترنت (الإنجليزية)
- دارنيل وليامز على موقع قاعدة بيانات الأفلام السويدية (السويدية)
- دارنيل وليامز على موقع إن إن دي بي (الإنجليزية)
- دارنيل وليامز على موقع قاعدة بيانات الفيلم (الإنجليزية)
- دارنيل وليامز على موقع كينوبويسك (الروسية)